# Фаді Салбак
Фаді Салбак (англ. Fadi Salback; нар. 8 січня 1998, Хайфа, Ізраїль) — канадський та ізраїльський футболіст, нападник.

## Життєпис
Народився в ізраїльському місті Хайфа, з 8-річного віку займався у дитячій академії місцевого «Маккабі». Згодом разом з родиною емігрував до Канади. У 2019 році виступав за «Онтаріо Тех Ріджбекс». У 2020 році визнаний новобранцем року за версією U Sports та Найкращим спортсменом Онтаріо Тех. Після завершення сезону за чемпіонаті серед коледжів, у квітні 2019 року, перейшов до представника Канадської ліги сокеру ФК «Воркута». Спочатку грав у Другому дивізіоні з ФК «Воркута Б» і в трьох матчах відзначився дев'ятьма голами (у тому числі й 4-ма голами у воротах «Сербіан Вайт Іглз»). Незабаром після цього переведений до першої команди, в дебютному для себе поєдинку Першого дивізіону, проти «Кінгсмана», відзначився голом у воротах команди-суперника. Допоміг «Воркуті» виграти Канадську лігу сокеру.
У липні 2020 року відправився на перегляд у «Поділля», з яким 22 вересня 2020 року підписав 1-річний контракт. У футболці хмельницького клубу дебютував 27 вересня 2020 року в нічийному (3:3) домашньому поєдинку 4-го туру групи А Другої ліги проти вишгородського «Діназу». Фаді вийшов на поле на 84-й хвилині, замінивши Владислава Прильопу. Дебютними голами за «Поділля» відзначився 10 жовтня 2020 року на 9-ій та 50-ій хвилинах переможного (2:1) домашнього поєдинку 6-го туру Другої ліги проти «Ужгорода». Виступав за хмельницький клуб до завершення сезону (8 голів у 22 матчах) та разом із командою став срібним призером друголігового турніру.
У липні 2021 року підписав контракт з футбольним клубом «Буковина» (Чернівці), за який виступав до листопада того ж року та провів 15 офіційних матчів в усіх турнірах, у яких забив 5 голів. З початку 2022 року виступає за ізраїльські клуби ліги Алеф.

## Досягнення
«Воркута»
- Переможець регулярного чемпіонату Канадської футбольної ліги (1): 2019

 «Поділля»
- Срібний призер Другої ліги України (1): 2020/21